# 長竿蜜流
長竿 蜜流（ながさお みつる）は、日本の男性声優。主に女性向け（BL、乙女向け）18禁ボイスドラマ作品に声をあてている。男性向け作品は紫木 蓮（むらさぎ れん）名義を使用。

## 「長竿蜜流」名義出演作品

### アダルトゲーム
- 少年よ雄乳を搾れ boys CHIKU-be ambitious（2020年、傳田一文字[1]）
- 妖狐さんはコンと鳴く（2020年、飛鳥馬瑛士[2]）

### 音声作品
- 獣人レイプ（2019年、年齢不詳の獣人・ブルータス）
- イッた直後もパンパン突きまくってイカせまくる、絶倫カレシ 杭打ちピストンで体験した絶頂の向こう側（2019年、村田優作）
- 絶倫巨根オネエ男子（2019年、亜門泉那）
- 強姦ヤクザ 野獣のように女を追まわし、服を引き裂いてトドメの一発は真珠入りペニスをぶち込む!!（2020年、哀川常）
- 監禁診察室～強制子作り種付け治療～（2020年、狭間丈太郎）
- 夫婦の子作りSEX 毎晩、中出し（2020年、荻野久）
- 極上のセックスをあげる⁉︎3～君がご飯で満たして～（2020年、サンディー）
- M奴隷のお兄ちゃんシリーズ（2020年、健志）
  - M奴隷のお兄ちゃんを僕専用にしちゃいました
  - お隣のお兄ちゃんが僕らのM奴隷になってくれました
  - M奴隷の先輩に憧れてクソガキにペット志願しました
  - 俺の先輩が近所のクソガキどものM奴隷になっていました
- 主様の嫁シリーズ（2020年、悟）
  - 主様の嫁になってしまいました
  - 主様の嫁を取り返しに来ました
  - 主様の嫁が帰ってきました
- 雄尻品評会シリーズ（2020年、河井）
  - 雄尻品評会 極
  - ぴっちりユニフォームで雄尻訓練
- 子守狼シリーズ（2020年、剣士）
  - 子守狼
  - 子守狼Ⅱ
  - 胡狼の夢
- M男くん連れオナ調教（2020年、ボブ）
- 童貞卒業旅行＋続•童貞卒業旅行（2020年、男優A、野球部員）
- 尿道オナニー配信者（2020年、長谷川）
- オオカミサマ-魅-（2020年、旅人）
- リベンジレイプ 銀行員編 種付け中出しザーメン倍返し!（2020年、婚約者）
- 最強格闘家M男カレシ乳首責めドライオーガズム開発!顔面放尿!（2020年、那須天空）
- THE WISH WE SHARE 前編•後編（2020年、カフェ店員）
- 大人のカレの狂った執着愛…監禁…虜囚…安心して私にハメられ孕んでください（2021年、最上シュウジ）
- 鬼畜ホスト ノンケ新人アナルレイプ（2021年、NAOTO）

### ボイスコミック
- CROSS DRESSING -Maid Clothes-（2020年、男A）
- 兄弟制度のあるヤンキー学園で、今日も契りを迫られてます（2021年、本堂勇緋）
- 陵辱!潜入捜査官（2021年、綺堂玲於奈）
- あなたを殺す旅（2021年、小田島）
- 後宮オメガ（2021年、レイ）

## 「紫木蓮」名義出演作品

### アダルトゲーム
- 若葉色のカルテット（2019年）

### アダルトアニメ
- いちごショコラふれーばー 2（2017年、男D、男H）
- ImplicityⅡ（2017年、木村）
- 故に人妻は寝取られた 第１巻（2019年、店長）
- 人妻、蜜と肉 #1/#2/#3（2019年 - 2020年、細谷）
- 遠い君に、僕は届かない 前編（2021年、愛原大和）